# Heinrich Julius von Zerssen
Heinrich Julius von Zerssen (* Juni 1583; † 2. Dezember 1648 in Rinteln) war ein deutscher Hofbeamter.

## Leben
H. J. von Zerssen (manchmal auch Zertzen oder Zersen) ist der Sohn von Levin von Zerssen und dessen Ehefrau Margaretha, einer Tochter von Tönnies von Holle. Magdalena Elisabeth, die spätere Ehefrau von Johann Adolf von Werpup ist seine Schwester.
Nach erstem Unterricht durch Hauslehrer besuchte er die Klosterschule in Möllenbeck. Später wechselte er auf das Gymnasium in Hannover und immatrikulierte sich am 12. Juni 1593 an der Universität Helmstedt.
Als 1600 sein Vater starb, gab er sofort sein Studium auf und wurde Page am Hof des Grafen Ernst von Schaumburg. Einige Jahre später wurde er zum Hofjunker an den Hof Herzogs Ernst II. von Braunschweig und Lüneburg-Celle berufen. Er diente auch unter dessen Nachfolger Herzog Christian von Braunschweig und Lüneburg-Celle.
Am 11. November 1617 heiratete von Zerssen seine Verwandte, Clara Anna, die Tochter von Friedrich von Zerssen.
1626 wurde er durch Fürst Ludwig I. von Anhalt-Köthen in die Fruchtbringende Gesellschaft aufgenommen. Der Fürst verlieh ihm den Gesellschaftsnamen der Erwartende und das Motto eines Bessers. Als Emblem wurde ihm ein Pflaumenzweiglein auf einem Schlehendorn zugedacht. Im Köthener Gesellschaftsbuch findet sich sein Eintrag unter der Nr. 126.
Er starb im Alter von 65 Jahren in Rinteln. 1649 wurde er in die Evangelische Kirche Eisbergen überführt und dort beerdigt. Zur Erinnerung an ihn und ihre eigenen Verwandten stiftete Anna Clara für die Marktkirche St. Nikolai (Rinteln) ein großes Ölgemälde, das das Jüngste Gericht darstellt. Im Mittelpunkt des Bildes stehen Heinrich Julius und Anna Clara, wobei hinter Heinrich Julius der Tod sichtbar wird. Das Gemälde hängt an der Südseite des Ostchores.
Da beider Ehe kinderlos geblieben war, fielen Heinrich Julius’ Lehngüter an den einzigen noch lebenden Halbbruder des Vaters von Anna Clara Hermann d. J. von Zerssen. Anna Clara ehelichte 1655 in zweiter Ehe den Freiherrn Wilhelm Dietrich von Wendt.